# ツァスタバ M93 ブラック・アロー
ツァスタバ M93 ブラック・アロー（英語：Zastava M93 Black Arrow、セルビア語：Застава М93 Црна стрела）は、旧ユーゴスラビア（現セルビア）のツァスタバ・アームズで開発された対物狙撃銃である。

## 概要
長距離精密狙撃用として開発された大口径狙撃銃で、メーカーでは本銃を「いかなる環境下でも、1,800メートル以内のあらゆる標的を排除する」用途であると説明している。
作動方式はモーゼルタイプのボルトアクション方式で、弾薬は西側規格の12.7x99mm NATO弾もしくは東側規格の12.7x108mm弾を使用し、どちらの弾薬でも装弾数5発の箱型弾倉から給弾する。銃身は冷間鍛造で製造され、内部にクロームメッキが施されている。射撃時の強い反動を抑制するため、銃口には大型のマズル・コンペンセーターが装着され、ストック内にはショックアブソーバーが組み込まれている。ハンドガードとストックは、ガラス繊維強化ポリマー製である。
2025年時点でも、ツァスタバ・アームズ社の製品一覧には本銃が掲載されている。

## 運用国
- セルビア - M93[4]